# Vriesea gastiniana
Vriesea gastiniana là một loài thuộc chi Vriesea. Đây là loài đặc hữu của Brasil.